# Berat Sadik
Berat Sadik (albański: Berat Sadiku, ur. 14 września 1986 w Skopju) – fiński piłkarz albańskiego pochodzenia występujący na pozycji napastnika. Posiada również obywatelstwo macedońskie.

## Kariera klubowa
Berat Sadik zawodową karierę rozpoczął w 2005 w klubie KuPS z miasta Kuopio. W jego barwach zadebiutował 28 kwietnia w przegranym 1:0 meczu ligi fińskiej z Haką. W trakcie całego sezonu Sadik wziął łącznie udział tylko w pięciu ligowych pojedynkach, jednak podczas rozgrywek w 2006 roku wystąpił już w 20 spotkaniach i zdobył trzy bramki. Od 2007 Fin był zawodnikiem FC Lahti, dla którego 1 października strzelił dwa gole w przegranym 2:3 meczu z Interem Turku. W trakcie całego sezonu Sadik zaliczył łącznie dziewięć trafień w lidze, a jego partner z ataku – Rafael zdobył o pięć bramek więcej.
16 czerwca 2008 poinformowano, że fiński napastnik podpisał trzyletni kontrakt z Arminią Bielefeld. Wcześniej chęć pozyskania wychowanka KuPS wyraziły między innymi Ascoli, Torino FC, Larisa, Örebro oraz Rosenborg. W barwach Arminii 23 sierpnia w zremisowanym 1:1 spotkaniu przeciwko Hercie Sadik zadebiutował w rozgrywkach Bundesligi. W sezonie 2008/2009 Fin zanotował 13 ligowych występów, jednak nie zdobył w nich żadnej bramki.
Latem 2009 Sadik został wypożyczony na 10 miesięcy do belgijskiego Zulte-Waregem, gdzie został rezerwowym i w 14 meczach strzelił 1 gola. W sierpniu 2010 kontrakt Fina z Arminią został rozwiązany. 24 sierpnia Sadik wrócił do FC Lahti. W styczniu 2011 Sadik podpisał kontrakt na dwa lata z HJK.
W styczniu 2013 został piłkarzem FC Thun. W FC Thun występował do czerwca 2015. W lipcu 2015 został piłkarzem Krylja Sowietow Samara.

## Kariera reprezentacyjna
W latach 2006–2008 Sadik rozegrał osiem meczów i zdobył jednego gola dla reprezentacji Finlandii do lat 21. W seniorskiej kadrze po raz pierwszy wystąpił 29 maja 2008 w przegranym 0:2 towarzyskim pojedynku z Turcją.